# جزر الرحمة (رواية)
جزر الرحمة (بالإنجليزية: Islands of Mercy)‏ هي رواية للكاتبة الإنجليزية روز تريمين، نشرت عام 2020، عن دار نشر في المملكة المتحدة.